# Old (film)
Pour les articles homonymes, voir Old.
Pour plus de détails, voir Fiche technique et Distribution.
Old (litt. « âgé »), ou Anormal au Québec, est un thriller américain écrit, coproduit et réalisé par M. Night Shyamalan, sorti en 2021.
Le film suit la vie d'une famille en vacances qui découvre que la plage isolée où ils se trouvent les force mystérieusement à vieillir très rapidement, réduisant leur vie entière à une seule journée.
Il s'agit de l'adaptation de la  bande dessinée Château de sable, scénarisée par Pierre Oscar Lévy et illustrée par Frederik Peeters,.

## Synopsis
Guy et Prisca Cappa sont en instance de divorce. Pour éviter d'attrister leurs enfants⁠ Maddox et Trent⁠, le couple les emmène dans un complexe tropical comme dernières vacances en famille. À leur hôtel, Guy et Prisca reçoivent des boissons gratuites et les enfants se lient d'amitié avec Idlib, le neveu du directeur du complexe. La nuit, Maddox et Trent entendent leurs parents se disputer et jouent à un jeu de décodage de messages avec Idlib. Pendant la dispute, on apprend que Prisca a une tumeur bénigne à l'ovaire.
Le lendemain matin, le gérant invite la famille sur une plage isolée où trois autres groupes sont présents : le rappeur Brendan "Mid-Sized Sedan" et sa compagne, le chirurgien Charles, sa mère Agnès, sa femme Chrystal et leur fille Kara, ainsi que Jarin et Patricia Carmichael, un couple très uni. Trent⁠ découvre le cadavre de la compagne de Brendan. Charles se méfie de Brendan, qui révèle qu'il a des saignements de nez à cause de son hémophilie. Le fait que les enfants deviennent rapidement des adolescents ainsi que la mort subite d'Agnès révèle aux familles que la plage les fait vieillir, au rythme d'un an par demi-heure. De plus, on apprend qu'au moins un membre de chaque famille a une condition médicale sous-jacente. Ils découvrent qu'en essayant de partir, ils s'évanouiront et se réveilleront là où ils sont partis.
Dans un accès de rage, Charles coupe Brendan avec un couteau de poche et le groupe regarde sa blessure guérir rapidement. La tumeur de Prisca croît à une vitesse alarmante, et Charles effectue une intervention chirurgicale pour l'enlever. Brendan découvre que le corps de sa compagne s'est entièrement décomposé en quelques heures. Après avoir eu des relations sexuelles avec Trent, Kara tombe enceinte. Elle accouche, mais le bébé meurt à cause du temps qui passe rapidement. Les tentatives de départ deviennent de plus en plus tendues alors que l'aggravation de la schizophrénie de Charles le pousse à tuer Brendan. Au fil de la journée, Jarin se noie, Kara tombe et meurt et Patricia souffre d'une crise d'épilepsie mortelle. La vue de Guy se brouille et Prisca souffre d'une perte auditive. Trent et Maddox découvrent le carnet d'un ancien voyageur, ainsi que des indications de leur surveillance. La nuit, Charles attaque Guy et Prisca dans un épisode schizophrène ; Prisca court alors que Charles continue d'attaquer Guy. L'hypocalcémie de Chrystal entraîne la rupture de ses os, la tuant. Prisca revient et frappe Charles avec un couteau rouillé, provoquant une infection sanguine mortelle qui le tue. Guy et Prisca font amende honorable avant de mourir à quelques instants l'un de l'autre.
Seuls Maddox et Trent sont encore en vie le lendemain matin. désormais âgés d'une cinquantaine d'années, ils construisent un château de sable et Trent décode un message secret qui leur a été donné par Idlib, lié à un passage corallien sous-marin. Croyant que le passage leur permettra de quitter la plage sans perdre connaissance, lui et sa sœur se mettent à nager à travers le corail. Après qu'ils n'aient apparemment pas réussi à sortir de l'eau, un employé du complexe qui les surveillait rapporte que tout le groupe est décédé. Il donne la nouvelle au gérant, qui mentionne un incident précédent où un invité a failli s'échapper de la plage avant d'annoncer que l'essai n°73 est terminé.
Il est révélé que le complexe est une façade pour une équipe de recherche de la société pharmaceutique Warren & Warren qui menait des essais cliniques de nouveaux médicaments, qui sont administrés via leurs boissons aux clients souffrant de problèmes de santé. Parce que la plage accélère naturellement la vie des invités, les chercheurs ont pu terminer les essais de médicaments en une journée. Les chercheurs attirent un nouveau groupe sur la plage, mais sont interrompus par Trent et Maddox, qui ont survécu à leur nage sous-marine, utilisant le carnet comme preuve qu'ils ont donné au policier en vacances Greg Mitchel, qui informe son patron des crimes des chercheurs. Les chercheurs auraient été arrêtés avec des citations à comparaître envoyées au reste de Warren & Warren alors que Greg envisage de réunir Trent et Maddox avec leur tante.

## Fiche technique
Sauf indication contraire, les informations mentionnées dans cette section peuvent être confirmées par la base de données cinématographiques IMDb,  présente dans la section « Liens externes ».
- Titre original et français : Old
- Titre québécois : Anormal[3]
- Réalisation et scénario : M. Night Shyamalan, d'après la bande dessinée Château de sable de Pierre Oscar Lévy et Frederik Peeters
- Musique : Trevor Gureckis
- Photographie : Mike Gioulakis
- Montage : Brett M. Reed
- Direction artistique : Wilhem Perez
- Décors : Naaman Marshall
- Costumes : Caroline Duncan
- Production : Marc Bienstock, Ashwin Rajan et M. Night Shyamalan
  - Production déléguée : Steven Schneider
- Société de production : Blinding Edge Pictures
- Société de distribution : Universal Pictures (États-Unis, France, Québec)
- Budget : 18 millions de dollars[4]
- Pays de production :  États-Unis
- Langue originale : anglais
- Format : couleur
- Genres : thriller fantastique
- Durée : 108 minutes
- Dates de sortie[5] : 
  - Belgique, France, Suisse romande : 21 juillet 2021
  - États-Unis, Québec : 23 juillet 2021
- Classification :
  - États-Unis : PG-13
  - France : interdit aux moins de 12 ans

## Distribution
- Gael García Bernal (VF : Jean-Christophe Dollé ; VQ : Maël Davan-Soulas) : Guy Cappa
- Vicky Krieps (VF : Flora Brunier ; VQ : Mélanie Laberge) : Prisca Cappa
- Rufus Sewell (VF : Charles Uguen ; VQ : Daniel Picard) : Charles
- Alex Wolff (VF : Antoine Ferey ; VQ : Alexandre Bacon) : Trent Cappa, à 15 ans
- Thomasin McKenzie (VF : Garance Pauwels ; VQ : Geneviève Bédard) : Maddox Cappa, à 16 ans
- Abbey Lee Kershaw (VF : Chloé Berthier ; VQ : Rachel Graton) : Chrystal
- Nikki Amuka-Bird (VF : Annie Milon ; VQ : Sofia Blondin) : Patricia Carmichael
- Ken Leung (VF : Stéphane Fourreau ; VQ : Paul Sarrasin) : Jarin Carmichael
- Eliza Scanlen (VF : Elia-Carmine Robbe ; VQ : Stéfanie Dolan) : Kara, à 15 ans
- Aaron Pierre (VF : Daniel Lobé ; VQ : Fayolle Jean Jr.) : Mid-Sized Sedan
- Embeth Davidtz (VF : Isabelle Desplantes) : Maddox Cappa, adulte
- Emun Elliott (VF : Julien Allouf ; VQ : Renaud Paradis) : Trent Cappa, adulte
- Alexa Swinton (VF : Hannah Vaubien ; VQ : Emma Bao Linh) : Maddox Cappa, à 11 ans
- Gustaf Hammarsten (VF : Stéphane Miquel ; VQ : François Trudel) : le directeur de l'hôtel
- Kathleen Chalfant : Agnes
- Francesca Eastwood (VF : Émilie Marié) : Madrid
- Nolan River (VF : Sacha Tomassian ; VQ : Raphaël Bleau) : Trent Cappa, à 6 ans
- Luca Faustino Rodriguez (VF : Oscar Biavan ; VQ : Raphaël Bleau) : Trent Cappa, à 11 ans
- Mikaya Fisher (VQ : Stéfanie Dolan) : Kara, à 11 ans
- Kylie Begley : Kara, à 6 ans
- Kailen Jude : Idlib
- M. Night Shyamalan : le chauffeur du minibus de l'hôtel
- Matthew Shear (en) (VF : Théo Frilet) : Sidney

 Source et légende : version française (VF) sur RS Doublage ; version québécoise (VQ) sur Doublage.qc.ca

## Production

### Genèse et développement
La bande dessinée Château de sable, scénarisée par le Français Pierre Oscar Lévy et illustrée par le Suisse Frederik Peeters, est publiée en 2010 par Atrabile. M. Night Shyamalan en reçoit un exemplaire pour la fête des Pères. Très séduit, il en acquiert les droits d'adaptation.
En octobre 2019, on annonce que M. Night Shyamalan va s'associer à Universal Pictures pour son nouveau thriller, dont il sera également scénariste et producteur.
Le 26 septembre 2020, premier jour de tournage, le réalisateur-scénariste dévoile sur Twitter le projet et le titre du film, Old,.

### Distribution des rôles
En mai 2020, on annonce qu'Eliza Scanlen, Thomasin McKenzie, Aaron Pierre, Alex Wolff et Vicky Krieps sont engagés. Abbey Lee Kershaw, Nikki Amuka-Bird et Ken Leung rejoignent la distribution. En juillet 2020, Gael García Bernal est également engagé. En août 2020, Rufus Sewell, Embeth Davidtz et Emun Elliott s'ajoutent au film.

### Tournage
Le tournage a lieu aux studios de Pinewood de la République dominicaine à Juan Dolio (en) dans la province de San Pedro de Macorís et à la plage El Valle (Playa El Valle) dans la péninsule de Samaná en République dominicaine,, du 26 septembre au 15 novembre 2020.

### Musique
La musique du film est composée par Trevor Gureckis, qui retrouve le réalisateur M. Night Shyamalan après la série Servant (2021). la chanson Remain est interprétée par Saleka Night Shyamalan, la fille du réalisateur, qui s'est inspirée de la chanson With or Without You du groupe U2.
Liste des pistes
- Remain, de Saleka Night Shyamalan
- To Reo Oto Maru, de Mila
- Kirahu E, de Mila
- More Dough For The Cookin, d'Aaron Pierre
- Farara Matai, de Mila
- Vahine Oe No Tahiti, de Kapono Beamer
- Orama, de Takita Ma
- Motu Uta, de Heikura
- Tapuai Manu, de Liliane

## Accueil

### Sorties
La sortie américaine est initialement fixée au 26 février 2021. En raison de la pandémie de Covid-19, elle est repoussée au 23 juillet 2021.
Le film sort le 21 juillet 2021 en Belgique, en France et en Suisse.

### Critiques
Sur l'agrégateur américain Rotten Tomatoes, il récolte 57 % d'opinions favorables pour 7 critiques et une note moyenne de 6⁄10.
En France, le site Allociné recense une moyenne des critiques presse de 3,2⁄5.
Olivier Lamm de Libération donne son avis très favorable au film étant « une nouvelle pirouette dans la carrière chaotique du cinéaste qui, requinqué sans doute par quelques succès récents, déploie, forme et fond, son projet le plus capricieux, lent et puissant depuis longtemps, édifice fou fait d’aplats de gros plans maculés de flous chaotiques, de travellings circulaires ironique et d’ellipses ahurissantes ». Jean-Marc Lalanne des Inrockuptibles avoue que « le réalisateur du Sixième sens et Split précipite un groupe humain sur une plage où les effets du temps sur les corps sont décuplés. Un jeu de massacre cruel doublé d’une réflexion sur le cinéma » et Jacques Mandelbaum du Monde voit le film en « huis clos vertigineux très réussi ». François Barge-Prieur des Fiches du cinéma écrit son avis négatif parce qu'« en adaptant une bande dessinée au concept aussi prometteur que risqué, Shyamalan se perd entre les genres, et tombe dans une sorte de caricature de sa propre mise en scène. Old, malgré quelques moments jouissifs, tourne rapidement en rond, et à vide ».

### Box office
Aux États-Unis et au Canada, le film sort en même temps que Snake Eyes et Good Joe Bell, et compterait 12–15 millions de dollars dans 3 300 salles de cinéma au premier jour de la projection.
| Pays ou région    | Box-office      | Date d'arrêt du box-office | Nombre de semaines |
| ----------------- | --------------- | -------------------------- | ------------------ |
| États-Unis Canada | 48 242 510 $    | 14 octobre 2021            | 12                 |
| France            | 311 781 entrées | 14 septembre 2021          | 8                  |
| Total mondial     | 90 112 510 $    | -                          | -                  |